# Болградский район
Болгра́дский райо́н (укр. Болградський район) — административная единица на юге Одесской области Украины. Административный центр — город Болград.
В рамках административно-территориальной реформы Постановлением Верховной Рады от 17 июля 2020 года район был укрупнён, в его состав вошли территории Арцизской, Болградской городской, Бородинской и Тарутинской поселковых, Василевской, Городненской, Криничненской, Кубейской, Павловской, Теплицкой сельских территориальных общин.

## География
Водный фонд Болградского района составляет 5167 га. Площадь озера Ялпуг на территории района — 3854 га. Озеро является единственным источником питьевой воды для города Болград. На территории района расположены 20 прудов и 5 водохранилищ. По территории района протекают 4 малые реки: Ялпуг, Большой Котлабух, Малый Котлабух и Ташбунар. Общая протяжённость малых рек и ручьев на территории района 378 км.
Для обеспечения хозяйственных и питьевых нужд населения в районе имеется 49 артезианских скважин, 241 шахтных колодца общего пользования и 11 каптажей.

## История
В начале XIX века тысячи болгар, спасаясь от турецкого гнета, бежали в Буджак, присоединенный в 1812 году к Российской империи. На этих землях болгарские поселенцы находили новую родину, могли мирно жить и работать. Их наделяли землёй, предоставляли хозяйственные ссуды, освобождали на 10 лет от государственных налогов. В хозяйстве преобладало земледелие и овцеводство.
В 1818 году было образовано Бессарабское болгарское управления задунайскими переселенцами. В связи с этим населенные пункты, образованные до тех пор, вошли в состав Измаильского округа Болгарского введения.
По инициативе графа Ивана Инзова в 1821—1823 годах был основан город Болград, ставший центром болгарских колоний и одновременно важным торговым и ремесленным центром всей Бессарабии.
Болградский район образован в 1940 году, после того, как Буджак вошёл в состав СССР — до того эти земли входили в состав Румынии (1918—1940).
Постановлением Верховной Рады от 17 июля 2020 года в результате административно-территориальной реформы район был укрупнён, в его состав вошли территории:
- Болградского района (Болградская городская, Городненская, Криничненская и Кубейская сельские территориальные общины);
- Арцизского района (Арцизская городская, Василевская, Павловская и Теплицкая сельские территориальные общины);
- Тарутинского района (Тарутинская и Бородинская поселковые территориальные общины),
- Измаильского района, частично (территория бывшего Озёрненского сельсовета, включённая в Криничненскую сельскую территориальную общину).

## Население
Численность населения района в укрупнённых границах — 154,5 тыс. человек на момент расширения, 146 424 человека на 1 января 2021 года.
Численность населения района в границах до 17 июля 2020 года по состоянию на 1 января 2020 года — 66 666 человек, из них городского населения — 15 056 человек, сельского — 51 610 человек.

### Национальный состав в старых границах района (до 17 июля 2020)
Основная часть населения — болгары.
Гагаузские сёла: Виноградовка, Александровка, Дмитровка.
Русское село: Коса
Албанское село: Каракурт
По данным переписи населения Украины 2001 года распределение населения по родному языку было следующим (в % от общей численности населения) по Болградскому району (в старых границах до 2020 года): болгарский — 57,55 %; гагаузский — 17,79 %; русский — 16,32 %; украинский — 4,87 %; молдавский — 0,96 %; цыганский — 0,17 %; армянский — 0,09 %; белорусский — 0,08 %; немецкий — 0,01 %; польский — 0,01 %; румынский — 0,01 %.

## Административное устройство
Район в границах с 17 июля 2020 года делится на 10 территориальных общин (громад), в том числе 2 городские, 2 поселковые и 6 сельских общин (в скобках — их административные центры):
- Городские:
  - Арцизская городская община (город Арциз),
  - Болградская городская община (город Болград);
- Поселковые:
  - Бородинская поселковая община (пгт Бородино),
  - Бессарабская поселковая община (пгт Бессарабское);
- Сельские:
  - Василевская сельская община (село Василевка),
  - Городненская сельская община (село Городнее),
  - Криничненская сельская община (село Криничное),
  - Кубейская сельская община (село Кубей),
  - Павловская сельская община (село Павловка),
  - Теплицкая сельская община (село Теплица).

Количество местных советов в границах до 17 июля 2020 года:
- городских — 1
- сельских — 18

### Населённые пункты
Количество населённых пунктов в границах до 17 июля 2020 года:
- городов — 1
- сёл — 21

| - город Болград - Александровка - Банновка - Василевка - Виноградное - Виноградовка | - Владычень - Голица - Дмитровка - Зализничное - Каракурт - Калчева | - Коса - Криничное - Новые Трояны - Новый Каракурт - Огородное - Оксамитное | - Ореховка - Табаки - Тополиное - Кубей |